# チンディット
チンディット(Chindits)は、第二次世界大戦（太平洋戦争）のビルマの戦いにおいて、1943年 - 1944年中にビルマやインドで活動したイギリス領インドの特殊部隊である。彼らはオード・ウィンゲートが新しく開発した長距離浸透ゲリラ作戦を戦術に反映させるために作られた部隊である。ウィンゲート旅団とも呼ばれる
チンディットは日本側前線の背後深くへ長駆浸透して、日本軍の部隊や施設、通信線を攻撃するよう創設された、その作戦では、極めて困難な地形で長期間にわたり行動すること、そして補給を満足に受けられない諸部隊がしばしばマラリアや赤痢などの疫病によって弱体化していたことが特筆される。
その非常に高い死傷率や軍事的価値と成果に異論があり、長く議論の対象になっている。

## 創設の経緯
チンディットはインド特殊部隊の最高司令官アーチボルド・ウェーヴェル将軍指揮下、イギリス軍のオード・ウィンゲート准将が創設した。この特殊部隊の名前はビルマ軍のアウン=シン大尉（DSO）によって提案された。チンディットはビルマの神話獣チンシーまたはチンテ（Chinthay）と呼ばれる仏教寺院を守っている彫像の崩した呼び名である。
1940年から1941年の東アフリカ戦線で、ウィンゲートはアビシニアンパルチザンとスーダンとエチオピアの正規部隊の混合グループを指揮し、後にチンディットになるアイデアを研究作成した。ギデオンフォースとして知られている彼らはイタリア軍の補給線を破壊しイギリス軍に情報を提供した。1940年当時、中東特殊部隊最高司令官だったウェーヴェルは、ウィンゲートのアイデアが軍事的にあまりにも異例であると考えて、政治的な配慮からギデオンフォースに許可を与えていた。
ギデオンフォースの解散後、1942年のビルマでウェーベルは、ギデオンフォースと同じように日本の前線の後方でゲリラ戦を行うことを意図した活動をウィンゲートに要請した。日本軍のビルマ侵攻により、最終的に連合軍が崩壊する2ヶ月前の1942年3月に、ウィンゲートはかろうじてビルマへ到着した。ウィンゲートはゲリラ部隊を編成するよりも、ビルマ国内を巡回した上で、長距離浸透作戦の理論を開発して報告書にまとめることに時間を費やした。ビルマからイギリスが撤退する最終段階では、他のイギリス軍が徒歩で退却しているのを尻目に、ウィンゲートは特別にインドに飛行機で帰還した。いったんデリーで、ウィンゲートはウェーベルへ計画を提出した。

## 編成と訓練
最初のチンディット部隊である第77インド歩兵旅団は、1942年の夏にジャーンシ周辺で徐々に編成された。ウィンゲートは雨季に中央インドのジャングルで同部隊の訓練を行った。チンディットの半分は英国人だった。すなわち、キング・リバプール連隊第13大隊（年配の男性が多数含まれている、事実上二線級の大隊）および142ブリティッシュ・コマンドス歩兵中隊（前身はビルマのブッシュ戦スクール）で形成されていた。部隊はその他、第二グルカライフル連隊第三大隊（創設されたばかりであった）、そしてビルマライフル連隊（1942年にビルマからインドへ撤退したいくつかの定員割れ大隊を統合させた部隊）からも成り立っていた。
ウィンゲートは連隊を長距離浸透部隊として訓練し、補給は輸送機からのパラシュート付きまたは無しの物資投下で行い、重砲の代替として近接航空支援を行うものとした。彼らは徒歩でジャングルを踏破し、基本的に機動的な奇襲効果を頼りにし、敵の連絡路を標的とした。これは日本軍が1942年にシンガポールとビルマでイギリス軍に対して大きな効果を発揮していた戦術であった。
通常の旅団や大隊で行われる組織構成は放棄された。チンディットの編制は八個縦隊とされ、それぞれの縦隊が一個ライフル中隊（軽機関銃9、軽迫撃砲3含む）、一個火力支援班（対戦車銃4、重機関銃2、軽対空砲2）、一個偵察小隊（ビルマライフル連隊）、そして一個破壊工作班（142コマンドス）で構成されていた。また各縦隊の本部には、空軍（航空支援の要請を担当）、通信部隊、医療部隊からそれぞれ小分遣隊が配された。重火器・通信機・予備弾薬・食料などの貨物はラバが搬送し、ラバ自身も非常食料としての役割を担っていた。各縦隊の定員は306名（グルカ兵縦隊は369名）とされ、うち57名が荷駄の御者であった。
それぞれの兵士が担送しなければならない装備類の重さは33キログラムを超え、これはラバにとっての負担よりも重いほどであった。兵士は火器・武器・弾薬に加えて、鉈またはククリ・7日分の糧食・携帯天幕・着替えなどを各自で運ばねばならなかった。そのため、金属製の背負子（エベレスト・キャリア）が多用された。
その後、一個縦隊が解体されて他の縦隊を補充するために振り分けられ、初の任務が始まる直前には七個縦隊態勢となっていた。一個縦隊が単独行動する際には旅団から直接指揮を受ける一方、二個以上の縦隊が連携する場合については、その都度個別の作戦指揮所が設けられた。

## 結果
チンデットは、1,396人が戦死し、2434人が負傷し、多数の死傷者に苦しんでいた。半分以上は病院に入院させられ、特別な栄養食を入院しながら処方された。死傷者の数は数字よりも多く、1943年に部隊が被ったものは、比較的最悪だった。
健康な男性は、新しい作戦に移るためにトレーニングキャンプに送られた。しかし、軍の指揮官は必要な人員や機器の状態を評価してチンデットへ返し、インドの空挺師団の部隊に置換させることが決定された。置換については、チンデットの英国人連隊が4年以上海外に務めていた人材を送還する必要があり、1945年に人員削減された。
1945年の初旬に、いくつかの旅団指揮部隊と多くのチンデット作戦の生き残りは、第44空挺師団（インド）、第14・第77歩兵旅団に編制され、4つの指揮部隊と通信部隊はインドXXXIV隊の中核として吸収合併された。チンデットは、最終的に1945年2月に解散した。
また，この作戦は日本軍によってルートが逆算され，インパール作戦につながる。